# 아리엘 앙리
아리엘 앙리(Ariel Henry, 1949년 11월 6일~)는 2021년 7월 20일부터 2024년 4월 25일까지 아이티의 총리 권한대행이자 대통령 권한대행을 맡은 아이티 정치인이자 신경외과 의사이다.
2024년 3월 11일, 과도정부가 출범한 뒤 임시 총리가 지명될 경우 사퇴하겠다 발표했으며, 결국 2024년 4월 24일에 사임했다.